# Suiza en el Festival de la Canción de Eurovisión 2010
Suiza participó en el Festival de la Canción de Eurovisión 2010, luego de haber confirmado su presencia en el certamen el 2 de julio de 2009, participando en la segunda semifinal celebrada en Oslo, Noruega.

## Elección del representante
La televisión suiza SRG SSR idée suisse empleó nuevamente para este año una elección interna; sistema que ha sido utilizado desde 2005. El organismo público ha declarado que para este año se está buscando "una canción fuerte de corte internacional", invitando públicamente a los artistas interesados en presentar sus candidaturas, incluyendo también a personas relacionadas con la industria musical.
Para la selección de las propuestas, la SRG SSR estableció ciertos criterios para los artistas participantes, además de las normas establecidas por la Unión Europea de Radiodifusión (UER) para el certamen. Los requisitos son:
- Experiencia tanto en televisión como en eventos masivos (actuaciones en vivo).
- Haber realizado al menos un video musical.
- Poseer a la fecha un CD ubicado entre los 50 más vendidos.

No hubo limitaciones en cuanto a la nacionalidad de artistas y compositores.
El plazo para el envío de propuestas estuvo abierto hasta el 22 de octubre. Después un jurado de expertos, compuesto por miembros de la Schweizer Fernsehen, la Télévision Suisse Romande y la Radiotelevisione svizzera di lingua italiana eligió al cantante, que sería anunciado en diciembre de 2009, y la canción, en enero de 2010.
El 18 de diciembre, la SRG SSR anunció a Michael von der Heide como el representante suizo para Eurovisión con la canción en francés "Il pleut de l'or" (Llueve oro). El tema fue escogido por sobre más de 60 propuestas recibidas por el ente radiodifusor. La canción fue formalmente presentada el 9 de enero de 2010 en la gala de los premios SwissAwards.

## En Eurovisión
Suiza participó en la segunda semifinal del día 27 de mayo de 2010, actuando en quinto lugar. Sin embargo, la canción no clasifica para la gran final, obteniendo solamente la 17.ª posición con 2 puntos.